# Сидни Коул
Сидни Коул (англ. Sydney Cole, род. 2 ноября 1995 года, Тампа, Флорида, США) — американская порноактриса и эротическая фотомодель.

## Биография
Родилась в Тампе, штат Флорида, в ноябре 1995 года в семье ирландского происхождения. Дебютировала в качестве порноактрисы в 2014 году, вскоре после своего 19-летия, после того, как была найдена модельным агентством.
Работала с такими компаниями, как Bang Bros, Vixen, Blacked, Hustler, Evil Angel, New Sensations, Girlfriends Films, Lethal Hardcore, Naughty America, Brazzers, Reality Kings, Jules Jordan Video, Kink.com и другими.
В 2017 году была номинирована на AVN Awards в двух категориях: «лучшая сцена группового секса» за фильм Interracial Orgies и «лучшая сцена секса в виртуальной реальности» за Sorority Sex Party Experience.
В 2018 году снова была номинирована на AVN Awards в категории «лучшая сцена втроём Ж-М-Ж» за No Strings Attached Threesome, вместе с Аней Олсен и Миком Блу.
Снялась более чем в 351 фильмах.

## Избранная фильмография
- Barely Legal 151,[7]
- Deadly Rain,[8]
- Fucking Teens,[9]
- Girls Play,[10]
- Horny Young Sluts,[11]
- I Screw Girls,[12]
- Manhandled 10,[13]
- Nice Girls Swallow 3,[14]
- Pure 6,[15]
- Real Slut Party 25,[16]
- Stalked[17],
- Taking Turns[18].

## Премии и номинации
| Год  | Церемония                   | Результат | Номинация                                          | Работа                        |
| ---- | --------------------------- | --------- | -------------------------------------------------- | ----------------------------- |
| 2017 | AVN Awards                  | Номинация | Лучшая сцена группового секса                      | Interracial Orgies            |
| 2017 | AVN Awards                  | Номинация | Лучшая сцена секса в виртуальной реальности        | Sorority Sex Party Experience |
| 2017 | AVN Awards                  | Номинация | Приз зрительских симпатий: самая эпическая задница | н/д                           |
| 2017 | Spank Bank Awards           | Номинация | Born To Hand Job                                   | н/д                           |
| 2017 | Spank Bank Awards           | Номинация | Fun Sized Fuck Toy                                 | н/д                           |
| 2017 | Spank Bank Awards           | Номинация | Следующая суперзвезда порно                        | н/д                           |
| 2017 | Spank Bank Awards           | Номинация | Самая красивая девушка в порно                     | н/д                           |
| 2017 | Spank Bank Technical Awards | Победа    | World’s Finest Yoga Pants Aficionado               | н/д                           |
| 2018 | AVN Awards                  | Номинация | Лучшая тройная сцена Ж-М-Ж                         | No Strings Attached Threesome |
| 2018 | Spank Bank Awards           | Номинация | Лучшая улыбка                                      | н/д                           |
| 2018 | Spank Bank Awards           | Номинация | Весёлый размер                                     | н/д                           |
| 2018 | Spank Bank Awards           | Номинация | Porn’s 'It' Girl                                   | н/д                           |
| 2018 | Spank Bank Awards           | Номинация | Самая красивая девушка в порно                     | н/д                           |
| 2018 | Spank Bank Awards           | Номинация | Threesome Savant of the Year                       | н/д                           |